# Mulchmähen
Mulchmähen bezeichnet das Rasenmähen ohne Entfernung des Rasenschnittguts von der Rasenfläche. In der Landwirtschaft wird das Mulchen u. a. genutzt, um die Nährstoffversorgung des Bodens sicherzustellen bzw. zu verbessern. Beim klassischen Rasenmähen wird das Schnittgut in der Regel entweder direkt in dem Auffangbehälter des Rasenmähers gesammelt oder nach dem Mähen aufgeharkt und bspw. auf einem Komposthaufen entsorgt. Lässt man das Schnittgut nach dem Mähen auf der Rasenfläche liegen, so spricht man vom „Mulchmähen“. Üblicherweise werden dafür spezielle Mulchmäher eingesetzt, die das Schnittgut meist mittels eines zweiten Schnittwerkes feiner zerkleinern als konventionelle Rasenmäher.

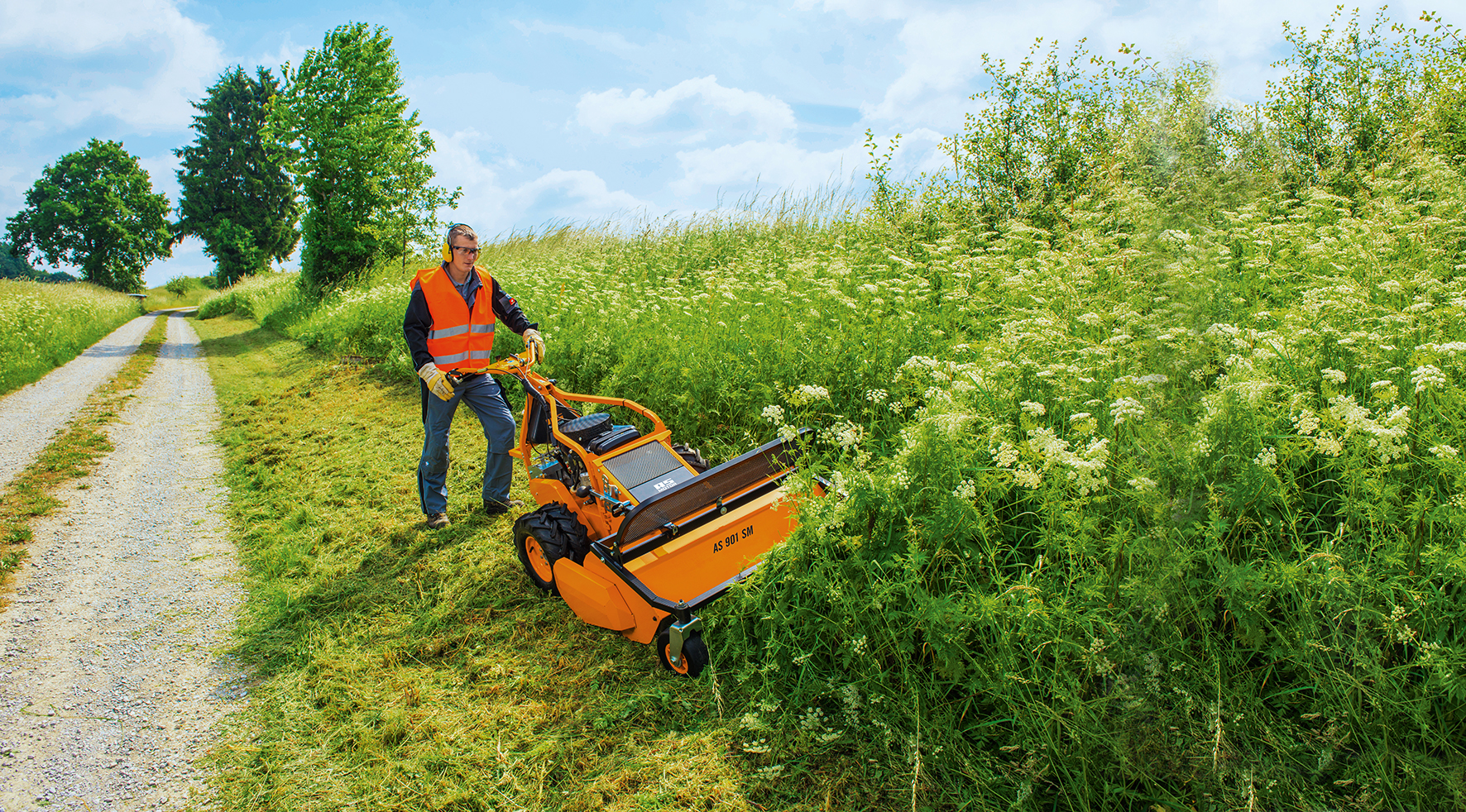
Mulchmäher (Schlegelmäher)

Von extensivem Mulchen wird gesprochen, wenn Grünflächen wie etwa Wiesen mit Obstbäumen nur zwei bis drei Mal pro Jahr gemulcht werden. Dabei kommen meist Schlegelmäher zum Einsatz.

## Vorteile
Durch die Verrottung des Schnittgutes selbst wird der Nährstoffkreislauf wieder geschlossen, indem die für das Wachsen notwendigen Nährstoffe direkt wieder eingebracht werden und der Boden wesentlich weniger auslaugt; im Idealfall kann so fast der gesamte Nährstoffbedarf gedeckt werden. Durch das Mulchmähen kann also eine Düngung des Rasens verringert werden und das Schnittgut muss nicht entsorgt werden.

## Ablauf
Das Mulchmähen wird mit einem speziellen Rasenmäher, einem Mulch- oder Recyclermäher vorgenommen. Manche dieser Mäher besitzen ein zweites Schneidwerk, speziell geformte Schneidklingen oder Mulchmesser mit mehreren Schnittkanten auf unterschiedlichen Ebenen, um das Schnittgut zu zerkleinern. Bei Mähern mit Mulchglocke verwirbelt ein Luftstrom das Schnittgut, sodass es mehrfach geschnitten werden kann. Das zu feinsten Partikeln zerkleinerte Gras wird in den Rasen eingebürstet, verschwindet zwischen den stehengebliebenen Halmen, was die Kompostierung beschleunigt und die Nährstoffverwertung vereinfacht.
In der Regel kommen Sichelmäher zum Einsatz, es gibt sie jedoch auch als Schlegelmäher.

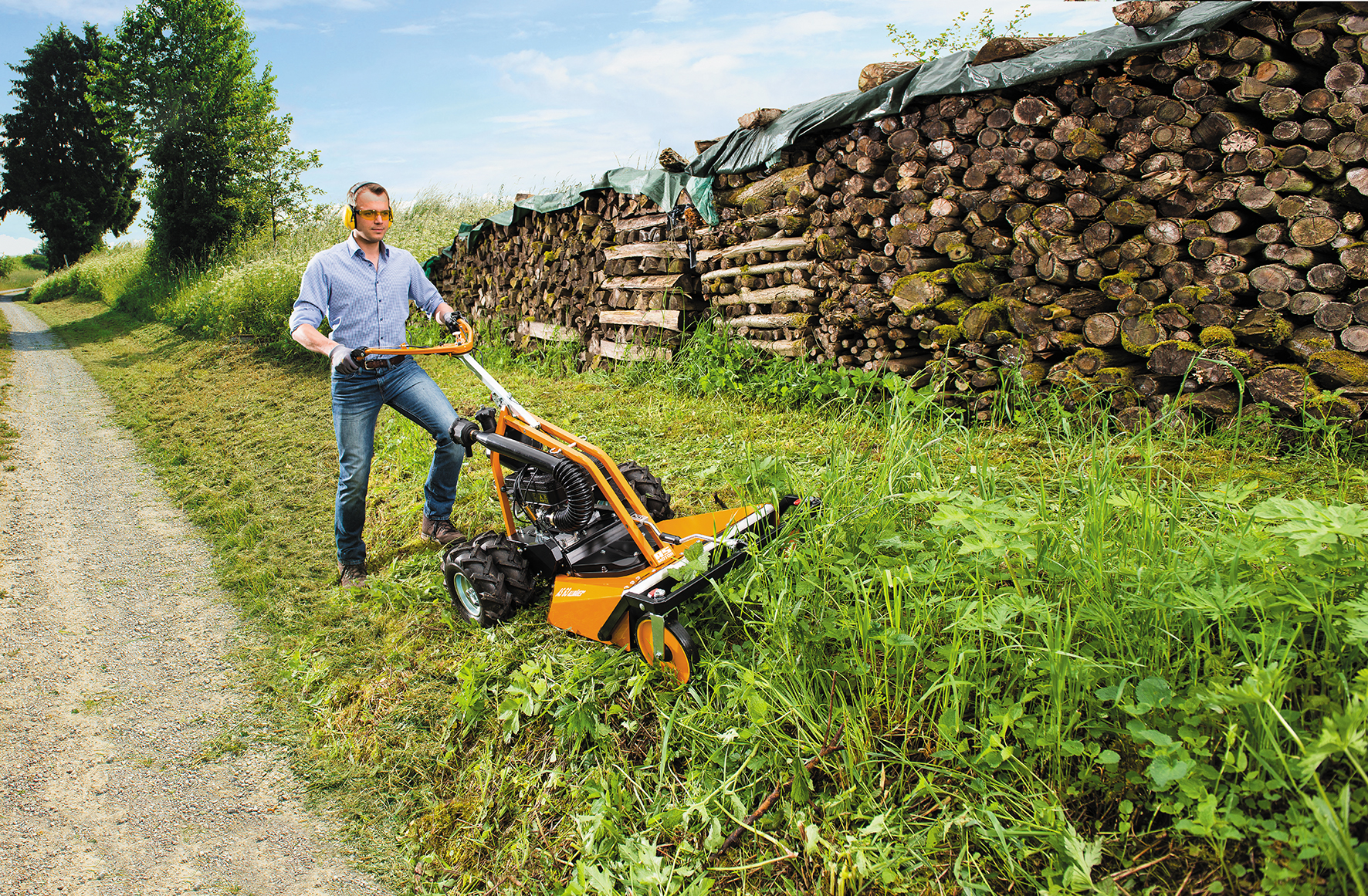
Mulchmäher (Sichelmäher)

Vor allem langsam laufende Mähroboter arbeiten als Mulchmäher, dabei werden die Grashalme in kurzen zeitlichen Abständen gemäht, was auch ohne Nachzerkleinerung zu kleinem Schnittgut führt.
Beim Mulchmähen sollte auf einen trockenen Rasen geachtet werden, denn nasser Rasenschnitt neigt zum Verklumpen. Die gleichmäßige Verteilung des Schnittguts wird erschwert. Um ein gutes Ergebnis zu erzielen, sollte das Schnittgut in den Rasen eingearbeitet werden. Mit einem Besen oder einer Harke kann die Verteilung im Rasen hier noch unterstützt werden; auch eine Durchmischung mit Rasensand kann das Ergebnis verbessern.
Ein häufiges Mähen (zwei Mal pro Woche) ist erforderlich, um durch kurzes Schnittgut eine gute Kompostierung zu begünstigen. Gerade im Frühjahr ist ein Mulchmähen empfehlenswert, um den Rasen für die anstehende Wachstumsperiode mit Nährstoffen zu versorgen.

### Mögliche Probleme
Sowohl nasses, schlecht verteiltes, wie auch sehr langes Schnittgut kann dazu führen, dass sich eine Fläche mit aufliegendem Schnittgut bildet. Darunter liegender Rasen kann zu faulen beginnen und wird zusätzlich durch fehlendes Sonnenlicht und fehlenden Sauerstoff geschädigt. Auch kann ein seltenes Mulchmähen dazu führen, dass sich auf den Grashalmen schmieriger Belag bildet, der die Verrottung ebenso verhindert. Ein konventioneller Mähvorgang ist allerdings bei den meisten Mulchmähern kein Problem, da diese mit einem Auffangkorb geliefert werden.
Unter dem Mulch leben Schnecken „wie im Paradies“ (tote Pflanzenreste als Nahrung, Beschattung, Feuchte, unerkennbar von Vögeln, Tiere und Eigelege geschützt auch vor anderen Fressfeinden, kein Aufsaugen mit Abtötung durch langsam laufende Mähroboter).